# Acrocladium trichocladium
Acrocladium trichocladium är en bladmossart som beskrevs av Boswell 1892. Acrocladium trichocladium ingår i släktet Acrocladium och familjen Amblystegiaceae. Inga underarter finns listade i Catalogue of Life.